# Viola (Oregon)
Viola az Amerikai Egyesült Államok Oregon államának Clackamas megyéjében elhelyezkedő önkormányzat nélküli település.
A posta 1876 és 1903 között működött.